# Komet Tanaka-Machholz
Komet Tanaka-Machholz ali C/1992 F1  je komet, ki ga je 24. marca 1992 odkril japonski astronom Zeniči Tanaka iz Yodoe v prefekturi Totori na Japonskem, ki pa je dal napačne podatke o gibanju kometa. 31. marca  ga je odkril ameriški astronom Donald Edward Machholz.

## Lastnosti
Komet je prešel prisončje 22. aprila 1992, ko je bil od Sonca oddaljen  1,26 a.e.